# 精子战争
精子战争（英語：Sperm Wars）是演化生物學家罗宾·贝克关于精子竞争的一本科普书，於1996年由伦敦出版商第四階級出版。